# كامفورت (تكساس)
كومفورت (بالإنجليزية: Comfort, Texas)، هي منطقة غير مدمجة ومُصنّفة كمكان إحصائي تقع في مقاطعة كيندال بولاية تكساس، الولايات المتحدة. بلغ عدد سكانها 2,363 نسمة حسب تعداد عام 2010. تأسست كومفورت على يد مهاجرين ألمان في الطرف الغربي لما يُعرف بحزام الألمان في تكساس، ولا يزال العديد من سكانها اليوم من نسل أولئك المهاجرين. تشتهر البلدة بتراثها الألماني وبالمزارع الكبيرة المنتشرة في المناطق الريفية المحيطة بها.

## التركيبة السكانية
حدّد مكتب تعداد الولايات المتحدة بيانات التركيبة السكانية لكامفورت في تعداد الولايات المتحدة. في ما يلي، التركيبة السكانية حسب تعدادي 2000 و2010.

### تعداد عام 2000
بلغ عدد سكان كامفورت 2,358 نسمة بحسب تعداد عام 2000، وبلغ عدد الأسر 799 أسرة وعدد العائلات 603 عائلة مقيمة في المنطقة السكنية. في حين سجلت الكثافة السكانية 281.4 نسمة لكل كيلومتر مربع (728.8/ميل2). وبلغ عدد الوحدات السكنية 917 وحدة بمتوسط كثافة قدره 109.4 لكل كيلومتر مربع (283.3/ميل2).
وتوزع التركيب العرقي للمنطقة السكنية بنسبة 76.34% من البيض و0.51% من الأمريكيين الأفارقة و1.19% من الأمريكيين الأصليين و0.13% من الأمريكيين ذوي الأصول الآسيوية و0.21% من سكان جزر المحيط الهادئ و18.70% من الأعراق الأخرى و2.93% من عرقين مختلطين أو أكثر و45% من الهسبانيون أو اللاتينيون من أي عرق.
بلغ عدد الأسر 799 أسرة كانت نسبة 41.6% منها لديها أطفال تحت سن الثامنة عشر تعيش معهم، وبلغت نسبة الأزواج القاطنين مع بعضهم البعض 59.7% من أصل المجموع الكلي للأسر، ونسبة 11.5% من الأسر كان لديها معيلات من الإناث دون وجود شريك، بينما كانت نسبة 4.3% من الأسر لديها معيلون من الذكور دون وجود شريكة وكانت نسبة 24.5% من غير العائلات. تألفت نسبة 20.5% من أصل جميع الأسر من عدة أفراد يعيشون في نفس المنزل ونسبة 9.3% كانت تتألف من شخص يعيش بمفرده يبلغ من العمر 65 عاماً أو أكثر. وبلغ متوسط حجم الأسرة المعيشية 2.82، أما متوسط حجم العائلات فبلغ 3.26.
بلغ العمر الوسطي للسكان 32.7 عاماً. وكانت نسبة 29.3% من القاطنين تحت سن الثامنة عشر، وكانت نسبة 8.7% بين الثامنة عشر والرابعة والعشرين عاماً، ونسبة 25.3% كانت واقعةً في الفئة العمرية ما بين الخامسة والعشرين والرابعة والأربعين عاماً، ونسبة 20.1% كانت ما بين الخامسة والأربعين والرابعة والستين، ونسبة 12.2% كانت ضمن فئة الخامسة والستين عاماً فما فوق. يوجد لكل 100 أنثى 97.8 ذكر، ويوجد لكل 100 أنثى في الثامنة عشر من عمرها فما فوق 93.3 ذكر.
بلغ متوسط دخل الأسرة في المنطقة السكنية 28,799 دولارًا، أما متوسط دخل العائلة فبلغ 29,295 دولارًا. وكان متوسط دخل الذكور 20,972 دولارًا مقابل 15,000 دولارًا للإناث. وسجل دخل الفرد الخاص بالمنطقة السكنية 12,687 دولارًا. وكانت نسبة 27.1% من العائلات ونسبة 29% من السكان تحت خط الفقر، وكان من هؤلاء نسبة 38.8% تحت سن الثامنة عشر ونسبة 3.3% في الخامسة والستين من العمر وما فوق.

### تعداد عام 2010
بلغ عدد سكان كامفورت 2,363 نسمة بحسب تعداد عام 2010، وبلغ عدد الأسر 816 أسرة وعدد العائلات 595 عائلة مقيمة في المنطقة السكنية. في حين سجلت الكثافة السكانية 282 نسمة لكل كيلومتر مربع (730.4/ميل2). وبلغ عدد الوحدات السكنية 929 وحدة بمتوسط كثافة قدره 110.9 لكل كيلومتر مربع (287.2/ميل2).
وتوزع التركيب العرقي للمنطقة السكنية بنسبة 72.79% من البيض و0.59% من الأمريكيين الأفارقة و1.27% من الأمريكيين الأصليين و0.17% من الأمريكيين ذوي الأصول الآسيوية و0.04% من سكان جزر المحيط الهادئ و22.94% من الأعراق الأخرى و2.20% من عرقين مختلطين أو أكثر و54.42% من الهسبانيون أو اللاتينيون من أي عرق.
بلغ عدد الأسر 816 أسرة كانت نسبة 40.1% منها لديها أطفال تحت سن الثامنة عشر تعيش معهم، وبلغت نسبة الأزواج القاطنين مع بعضهم البعض 54.7% من أصل المجموع الكلي للأسر، ونسبة 13.2% من الأسر كان لديها معيلات من الإناث دون وجود شريك، بينما كانت نسبة 5% من الأسر لديها معيلون من الذكور دون وجود شريكة وكانت نسبة 27.1% من غير العائلات. تألفت نسبة 23.2% من أصل جميع الأسر من عدة أفراد يعيشون في نفس المنزل ونسبة 11.3% كانت تتألف من شخص يعيش بمفرده يبلغ من العمر 65 عاماً أو أكثر. وبلغ متوسط حجم الأسرة المعيشية 2.83، أما متوسط حجم العائلات فبلغ 3.34.
بلغ العمر الوسطي للسكان 36.3 عاماً. وكانت نسبة 28.8% من القاطنين تحت سن الثامنة عشر، وكانت نسبة 8.5% بين الثامنة عشر والرابعة والعشرين عاماً، ونسبة 23.6% كانت واقعةً في الفئة العمرية ما بين الخامسة والعشرين والرابعة والأربعين عاماً، ونسبة 23.4% كانت ما بين الخامسة والأربعين والرابعة والستين، ونسبة 15.7% كانت ضمن فئة الخامسة والستين عاماً فما فوق. وتوزع التركيب الجنسي للسكان بنسبة 48.6% ذكور و51.4% إناث.